# قمبود مشابه
قمبود مشابه (الاسم العلمي: Campodea simulans) هو نوع من الحيوانات يتبع جنس القمبود من فصيلة القمابيد.